# Hans van den Hende
Johannes Hermannes Jozefus (Hans) van den Hende (ur. 9 stycznia 1964 w Groningen) – holenderski duchowny katolicki, biskup diecezji Rotterdam od 2011.

## Życiorys

### Prezbiterat
Święcenia kapłańskie otrzymał 6 kwietnia 1991 i został inkardynowany do diecezji Groningen. Po studiach w Rzymie podjął pracę duszpasterską w rodzinnej diecezji. W 2000 mianowany wikariuszem generalnym diecezji.

### Episkopat
9 września 2006 papież Benedykt XVI mianował go biskupem koadiutorem diecezji bredzkiej. Sakry biskupiej udzielił mu bp Martinus Muskens. Rządy w diecezji objął 31 października 2007, po przejściu na emeryturę poprzednika.
10 maja 2011 został mianowany biskupem Rotterdamu. Od czerwca 2016 pełni funkcję przewodniczącego Konferencji Episkopatu Niderlandów.